# Alfred Migsch
Alfred Migsch, né le 5 novembre 1901 à Vienne et mort le 18 octobre 1975 dans la même ville, est un homme politique autrichien.

## Biographie
Alfred Migsch rejoint la Sozialistische Arbeiter-Jugend (SAJ) à l'adolescence et commence des études d'économie et de sociologie à l'université de Vienne en 1921, obtenant en 1936 un doctorat en économie et sciences sociales. En 1921, Migsch obtient un emploi à la municipalité de Vienne, où il travaille au conseil scolaire de la ville entre 1922 et 1929. Entre 1922 et 1925, Migsch est un des principaux responsables du SAJ et, à partir de 1929, il est secrétaire du conseiller municipal Anton Weber. En 1934, Migsch est transféré à l'administration du district de Favoriten.
Après la guerre civile autrichienne, il poursuit son engagement politique. Pendant la période nazie, il rejoint l'opposition et forme le "Anti-Hitler-Bewegung Österreichs", un groupe d'une centaine de membres socialistes recrutés dans les grandes administrations et entreprises. Il dirige le journal illégal Wahrheit, paru à partir de janvier 1943 ; les matrices de copie du journal sont en partie réalisées par son employée Marianne Kühnlein dans son bureau de la mairie et en partie par Migsch lui-même dans son appartement. Migsch est arrêté par la Gestapo en janvier 1944, mais celle-ci ne peut prouver qu'il avait commis des actes criminels. Il est néanmoins emprisonné dans le camp de concentration de Mauthausen jusqu'à sa libération par les Alliés en mai 1945.
Après la fin de la Seconde Guerre mondiale, Migsch prête serment comme membre du SPÖ au sein du Conseil national le 19 décembre 1945, où il sert jusqu'au 18 janvier 1955. Parallèlement, Migsch est membre du gouvernement Figl I entre le 24 novembre 1947 et le 8 novembre 1949 en tant que ministre de l'Électrification et de l'Énergie. Le 12 décembre 1954, Migsch prête serment en tant que conseiller exécutif pour les questions de personnel, la réforme administrative et opérationnelle à Vienne, mais démissionne de ce poste le 13 avril 1956. Il est par la suite de nouveau membre du Conseil national entre le 8 août 1956 et le 30 mars 1966. Alors que Migsch fut prisonnier d’un camp de concentration, il prône une « intégration différenciée et prudente des anciens nazis » dans le BSA et adopte une position relativement stricte à l'égard des demandes de restitution des Juifs.
Après sa mort, Migsch a été enterré au cimetière d'Ottakring (groupe 24, rangée 13, n° 1).